# 응용과학

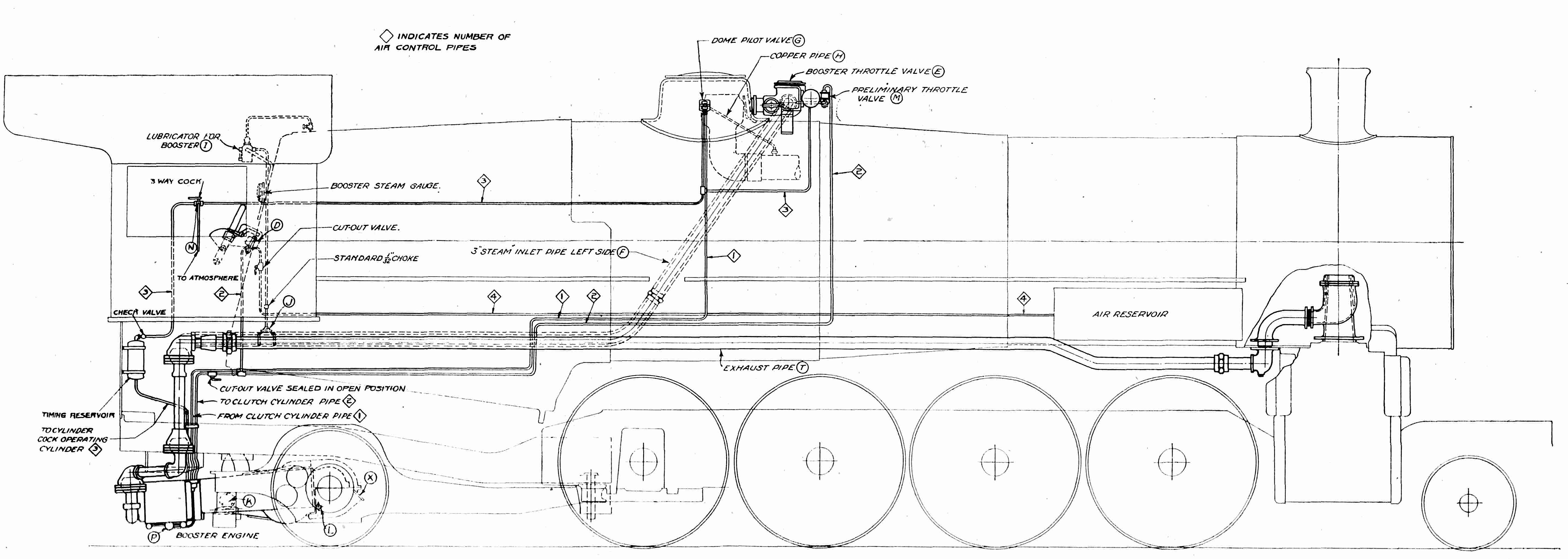

응용과학(應用科學) 또는 어플라이드 사이언스(영어: Applied Science)은 인류의 사회생활에 직접 응용하는 것을 주된 목적으로 하는 학문이다. 공학, 건축학, 경영학, 법학, 행정학, 사회복지학, 신문방송학, 관광학, 의학, 치의학, 약학, 수의학, 농학, 수산학, 임학, 군사학이 이에 속한다. 순수과학은 진리탐구 자체를 목적으로 하고,실용상의 목적을 미리 설정하지 않음을 원칙으로 한다. 그러나 응용과학에서는 순수과학의 내용을 실생활에 적용하여 인간 생활을 보다 윤택하게 만드는 것에 목적이 있는 학문이다. 이에 따라 자연과학적 성과, 사회과학적 성과 또는 기술상의 경험적 성과 등이 독자적 방법에 의해 체계화된다. 즉 응용과학이란 이론으로서 사용할 수 있게끔 과학적 성과를 재정리하고 체계화된 것으로 기초과학과 대비되는 말이다. 특히 공학 분야가 응용 과학에 밀접하게 관련되어 있다. 응용과학은 역학(영어: epidemiology)에서처럼, 통계학과 확률론과 같은 형식 과학도 적용할 수 있다. 유전 역학(영어: genetic epidemiology)은 생물학적인 방법과 통계적인 방법을 모두 적용하는 응용과학이다.

## 같이 보기
- 과학철학
- 기초과학